# Campos de Hellín
Die Comarca Campos de Hellín ist eine der sieben Comarcas in der Provinz Albacete der autonomen Gemeinschaft Kastilien-La Mancha.
Sie umfasst fünf Gemeinden auf einer Fläche von 1.324,44 km² mit dem Hauptort Hellín.

## Gemeinden
| Gemeinde                 | Einwohner (2024) | Fläche km² | Dichte Einw./km² | Cod INE | Postleitzahl |
| ------------------------ | ---------------- | ---------- | ---------------- | ------- | ------------ |
| Albatana                 | 663              | 30,52      | 22               | 02004   | 02653        |
| Fuente-Álamo             | 2.417            | 133,39     | 18               | 02033   | 02651        |
| Hellín                   | 30.812           | 781,19     | 39               | 02037   | 02400        |
| Ontur                    | 1.890            | 54,38      | 35               | 02056   | 02652        |
| Tobarra                  | 7.947            | 324,96     | 24               | 02074   | 02500        |
| Comarca Campos de Hellín | 43.729           | 1.324,44   | 33               | –       | –            |